# Xã Fabius, Quận Knox, Missouri
Xã Fabius (tiếng Anh: Fabius Township) là một xã thuộc quận Knox, tiểu bang Missouri, Hoa Kỳ. Năm 2010, dân số của xã này là 223 người.